# Primera Liga de Eslovenia 2020-21
La Primera Liga de Eslovenia 2020-21 es la edición número 30 de la Primera Liga de Eslovenia. La temporada comenzó el 22 de agosto de 2020 y terminara en mayo de 2021.
Celje es el campeón defensor.

## Formato
Los diez equipos participantes jugarán entre sí todos contra todos cuatro veces totalizando treinta y seis partidos cada uno, al término de la fecha treinta y seis el primer clasificado obtendrá un cupo para la Primera ronda de la Liga de Campeones 2021-22, mientras que el segundo y tercer clasificado obtendrán un cupo para la Primera ronda de la Liga de Conferencia Europa 2021-22. Por otro lado el último clasificado descenderá a la Segunda Liga 2021-22, mientras que el noveno clasificado jugará el Play-off de relegación contra el segundo clasificado de la Segunda Liga 2020-21 para determinar cual de los dos jugará en la Primera Liga de Eslovenia 2021-22.
Un tercer cupo para la Primera ronda de la Liga de Conferencia Europa 2021-22 será asignado al campeón de la Copa de Eslovenia.

## Ascensos y descensos
Rudar Velenje y Triglav descendieron al final de la temporada pasada. Koper y Gorica son los ascendidos de la Segunda.
| Pos. | Descendidos de Primera Liga 2019-20 |
| ---- | ----------------------------------- |
| 9.º  | Triglav Kranj                       |
| 10.º | Rudar Velenje                       |

| Pos. | Ascendidos de Segunda Liga 2019-20 |
| ---- | ---------------------------------- |
| 1.º  | Koper                              |
| 2.°  | Gorica                             |

## Equipos participantes
| Equipo             | Ciudad        | Estadio                 | Capacidad |
| ------------------ | ------------- | ----------------------- | --------- |
| Aluminij           | Kidričevo     | Aluminij Sports Park    | 600       |
| Bravo              | Ljubljana     | Ljubljana Sports Park   | 2.308     |
| Celje              | Celje         | Estadio Z'dežele        | 13.059    |
| Domžale            | Domžale       | Domžale Sports Park     | 3.100     |
| Gorica             | Nova Gorica   | Nova Gorica Sports Park | 3.100     |
| Koper              | Koper         | Estadio SRC Bonifika    | 4.190     |
| Maribor            | Maribor       | Estadio Ljudski vrt     | 12.702    |
| Mura               | Murska Sobota | Fazanerija City Stadium | 3.782     |
| Olimpija Ljubljana | Ljubljana     | Estadio Stožice         | 16.038    |
| Tabor Sežana       | Sežana        | Estadio Rajko Štolfa    | 1.200     |

## Clasificación
| Pos. | Equipo             | Pts. | PJ | G  | E  | P  | GF | GC | Dif. | Clasificación 2021–22                       |
| ---- | ------------------ | ---- | -- | -- | -- | -- | -- | -- | ---- | ------------------------------------------- |
| 1    | Mura (C)           | 63   | 36 | 17 | 12 | 7  | 50 | 26 | +24  | Primera ronda de la Liga de Campeones       |
| 2    | Maribor            | 63   | 36 | 17 | 12 | 7  | 64 | 41 | +23  | Primera ronda de la Liga Europa Conferencia |
| 3    | Olimpija Ljubljana | 59   | 36 | 16 | 11 | 9  | 45 | 35 | +10  | Primera ronda de la Liga Europa Conferencia |
| 4    | Domžale            | 55   | 36 | 14 | 13 | 9  | 52 | 41 | +11  |                                             |
| 5    | Bravo              | 45   | 36 | 10 | 15 | 11 | 39 | 39 | 0    |                                             |
| 6    | Tabor Sežana       | 44   | 36 | 12 | 8  | 16 | 40 | 44 | −4   |                                             |
| 7    | Celje              | 43   | 36 | 12 | 7  | 17 | 36 | 41 | −5   |                                             |
| 8    | Aluminij           | 43   | 36 | 10 | 13 | 13 | 31 | 41 | −10  |                                             |
| 9    | Koper              | 42   | 36 | 11 | 9  | 16 | 41 | 56 | −15  | Play-off de relegación                      |
| 10   | Gorica (D)         | 29   | 36 | 7  | 8  | 21 | 24 | 58 | −34  | Descenso de categoría                       |

Actualizado a los partidos jugados el 22 de mayo de 2021.
 Fuente: Soccerway
Criterios de clasificación: Puntos · Puntos entre uno-a-uno · Diferencia de gol entre uno-a-uno · Goles de visita entre uno-a-uno · Diferencia de gol · Goles conseguidos · Gol de visita · Ranking de fair play · Empates.

## Tabla de resultados cruzados
| Local \ Visitante  | ALU | BRA | CEL | DOM | GOR | KOP | MAR | MUR | OLI | TAB |
| ------------------ | --- | --- | --- | --- | --- | --- | --- | --- | --- | --- |
| Aluminij           | —   | 1–1 | 0–0 | 1–2 | 2–1 | 1–1 | 1–3 | 1–2 | 1–0 | 0–0 |
| Bravo              | 1–1 | —   | 2–1 | 1–0 | 4–1 | 0–0 | 1–2 | 2–1 | 0–0 | 3–1 |
| Celje              | 4–0 | 2–0 | —   | 1–2 | 1–1 | 2–0 | 0–2 | 0–2 | 1–1 | 2–1 |
| Domžale            | 2–1 | 1–2 | 0–1 | —   | 1–1 | 1–1 | 1–1 | 1–1 | 3–1 | 3–1 |
| Gorica             | 2–0 | 0–0 | 0–2 | 0–2 | —   | 2–4 | 0–4 | 0–1 | 0–2 | 2–1 |
| Koper              | 1–0 | 2–1 | 3–0 | 2–0 | 1–1 | —   | 1–2 | 1–3 | 1–1 | 2–1 |
| Maribor            | 3–0 | 4–1 | 2–2 | 4–3 | 3–1 | 1–1 | —   | 2–1 | 1–1 | 1–0 |
| Mura               | 1–2 | 0–0 | 0–0 | 1–1 | 1–0 | 2–1 | 2–0 | —   | 0–1 | 3–0 |
| Olimpija Ljubljana | 3–0 | 2–0 | 1–0 | 3–2 | 1–0 | 1–2 | 2–0 | 0–0 | —   | 2–1 |
| Tabor Sežana       | 3–1 | 2–0 | 1–0 | 1–1 | 1–0 | 1–0 | 3–1 | 0–0 | 2–1 | —   |

| Local \ Visitante  | ALU | BRA | CEL | DOM | GOR | KOP | MAR | MUR | OLI | TAB |
| ------------------ | --- | --- | --- | --- | --- | --- | --- | --- | --- | --- |
| Aluminij           | —   | 3–0 | 1–0 | 1–0 | 2–0 | 0–1 | 0–0 | 0–0 | 0–0 | 0–2 |
| Bravo              | 0–1 | —   | 2–0 | 2–2 | 0–0 | 3–0 | 0–1 | 0–1 | 3–0 | 1–1 |
| Celje              | 0–1 | 2–3 | —   | 0–2 | 0–1 | 2–1 | 2–1 | 1–3 | 4–0 | 0–3 |
| Domžale            | 1–1 | 0–0 | 3–1 | —   | 1–0 | 3–1 | 3–3 | 1–1 | 2–0 | 2–1 |
| Gorica             | 0–0 | 3–2 | 0–2 | 2–1 | —   | 2–1 | 1–1 | 1–5 | 0–1 | 0–3 |
| Koper              | 0–1 | 0–0 | 1–1 | 0–2 | 0–0 | —   | 0–3 | 1–0 | 1–2 | 1–0 |
| Maribor            | 2–2 | 1–1 | 0–1 | 1–3 | 3–0 | 4–2 | —   | 1–3 | 1–1 | 2–1 |
| Mura               | 2–0 | 2–2 | 0–0 | 3–0 | 3–1 | 2–1 | 0–0 | —   | 3–0 | 0–0 |
| Olimpija Ljubljana | 2–2 | 1–1 | 1–0 | 0–0 | 2–0 | 6–2 | 0–0 | 2–0 | —   | 1–2 |
| Tabor Sežana       | 1–1 | 0–0 | 0–1 | 0–0 | 0–1 | 3–4 | 0–4 | 3–1 | 0–3 | —   |